# Ayrton Montarroyos (álbum)
Ayrton Montarroyos é o álbum de estreia do cantor Ayrton Montarroyos lançado em 7 de abril de 2017 de forma independente. O álbum foi produzido por Thiago Marques Luiz e possui arranjos por Arthur Verocai, Diogo Strauz, Yuri Queiroga, Vitor Araújo, Zé Manoel e Rovilson Pascoal.

## Divulgação
Singles
O primeiro single de divulgação do álbum foi a canção "E Então" disponibilizada em 24 de março de 2017, a faixa é escrita por Tiné e têm arranjos de Zé Manoel.
"Portão" foi escolhida como segundo single do álbum, disponibilizada em 31 de março de 2017, a canção é do pernambucano Lula Queiroga.

## Lista de faixas
| N.º            | Título                             | Compositor(es)                        | Duração  |  |
| 1.             | "Diariamente"                      | Paulo César Girão Gérson              | 2:48     |  |
| 2.             | "Do Outro Lado"                    | Ayrton Montarroyos                    | 0:53     |  |
| 3.             | "Portão"                           | Lula Queiroga                         | 3:56     |  |
| 4.             | "Tu Não Sabias"                    | Zé Manoel                             | 2:51     |  |
| 5.             | "Alto Lá"                          | Zeca Pagodinho Arlindo Cruz Sombrinha | 4:40     |  |
| 6.             | "Não Me Arrependo"                 | Caetano Veloso                        | 4:12     |  |
| 7.             | "À Porta do Edifício"              | Zeca Baleiro                          | 2:46     |  |
| 8.             | "Tudo em Volta de Mim Vira um Vão" | Graxa                                 | 2:46     |  |
| 9.             | "E Então"                          | Tiné                                  | 4:59     |  |
| 10.            | "Que Sejas Bem Feliz"              | Cartola                               | 2:28     |  |
| 11.            | "Vamos Ficar Sol"                  | Tibério Azul Ângelo Mongiovi          | 2:54     |  |
| Duração total: | Duração total:                     | Duração total:                        | 00:35:13 |  |